# Гурка Михайло Петрович
Миха́йло Петро́вич Гу́рка (нар. 21 листопада 1975, Львів) — український футболіст, півзахисник, Майстер спорту України.
З 2016-го — тренер канадського футбольного клубу «Юкрейн Юнайтед» (Торонто).

## Біографія
Михайло Гурка народився 21 листопада 1975 року у Львові. Почав займатися футболом у семирічному віці, коли батько віддав його до школи львівських «Карпат». Першим тренером Гурки був Віктор Михайлович Ходукін. Згодом, після від'їзду Ходукіна до Чехії, молодий гравець потрапив до Ігоря Климентійовича Артемовича.

## Спортивна кар'єра
Після закінчення школи почав виступати за дорослу команду Львівського автозаводу як нападник. У складі ФК «ЛАЗ» виступав спочатку у чемпіонаті міста та області. У 1993 році разом з командою вийшов до Чемпіонату України серед аматорів, у якому ФК «ЛАЗ» виграв свою групу.
1994 року Михайло Гурка приєднався до складу львівських «Карпат». У вищій лізі зіграти тоді йому не вдалося, він лише просидів кілька ігор на лаві запасних, натомість він зіграв два матчі у Кубку України. 29 березня 1994 року він дебютував у виїзному матчі проти «Волині», а вже 12 квітня він забив свій перший гол, вийшовши на заміну у матчі-відповіді, до того ж цей гол став вирішальним у двоматчевому протистоянні. Паралельно він продовжував виступати в аматорських змаганнях за ФК «ЛАЗ».
У сезоні 1994/95 ФК «ЛАЗ» вийшов до перехідної ліги, і Михайло Гурка провів у цій команді майже весь сезон. Улітку 1995 року гравець уклав першу у своєму житті професіональну угоду — однорічний контракт з «Карпатами». Але і цього разу він не зміг потрапити до основи клубу, за рік вийшовши на заміну лише у двох матчах, дебютувавши у вищій лізі 22 вересня 1995 року на останній хвилині матчу проти «Чорноморця». Закінчивши сезон кількома матчами за дрогобицьку «Галичину», Гурка продовжив кар'єру в складі ФК «Львів». Там він провів півтора сезону у першій лізі, ставши одним з основних півзахисників команди.
З весни 1998 року виступав за вищолігову полтавську «Ворсклу», одразу потрапивши до основного складу. У червні — липні Михайло Гурка грав за полтавчан у Кубку Інтертото, де забив два м'ячі у ворота ісландського «Лейфтюра». Але з наступного сезону він став рідше потрапляти до основного складу, а в сезоні 1999/2000 взагалі грав лише за другий склад. У зв'язку з цим у січні 2000 року Гурка був виставлений на трансфер, але до іншого клубу не перейшов. Протягом 2000 року він так і не зміг пробитися до основного складу, провівши лише 4 гри у «Ворсклі» та 7 ігор у «Ворсклі-2», а також зіграв у Кубку УЄФА, вийшовши на заміну у виїзному матчі проти «Боавішти».
У грудні 2000 року Михайло Гурка втретє у своїй кар'єрі перейшов до львівських «Карпат», які тоді переживали значну фінансову скруту. Проте стабільно потрапляв до основи гравець лише у другому колі сезону 2000/01. Наступні півтора року гравець провів, виступаючи переважно за «Карпати-2», а то і за «Карпати-3». У листопаді 2001 року новий тренерський штаб «Карпат» виставив Гурку на трансфер, але у міжсезоння півзахисник залишився у львівському клубі.
У «Карпатах» Гурка виступав до кінця 2002 року, після чого він був відданий в оренду до першолігового «Закарпаття», згодом ужгородський клуб викупив контракт гравця. У «Закарпатті» Гурка провів три з половиною роки сезони і став основним лівим захисником команди. У сезоні 2003/04 «Закарпаття» здобуло путівку до вищої ліги, а Михайло Гурка разом з п'ятнадцятьма іншими гравцями клубу отримав звання «Майстер спорту України», ставши одним з перших гравців в історії ужгородської команди, які здобули це звання під час виступів за клуб. Улітку 2005 року Гурка намагався повернутися до львівських «Карпат», але йому не вдалося досягти порозуміння з керівництвом львів'ян, і Михайло ще на один рік залишився у «Закарпатті». У «Закарпатті» Гурка був капітаном команди. За півтора сезону у першій лізі та два у вищій він провів 108 матчів та забив 10 голів. На думку гравця, саме в ужгородській команді йому вдалося повністю розкритися як футболісту.
Влітку 2006 року «Закарпаття» вилетіло до першої ліги, а Михайло Гурка перейшов до «Оболоні». У першій лізі він зіграв два сезони, у обох «Оболонь» посіла третє місце. Гурка в «Оболоні», як і в «Закарпатті», виконував функції лівого захисника і був капітаном команди.
У липні 2008 року на запрошення Віталія Кварцяного Гурка переходить до луцької «Волині». Проте у луцькому клубі футболіст грав лише у першому колі змагань. У другому ж колі Гурка перейшов до чернігівської «Десни», але так і не вийшов у її складі на поле, просидівши 8 матчів на лаві запасних
У липні 2009 перейшов до тернопільської «Ниви», за яку виступав у першій лізі. Взимку разом з групою інших гравців залишив тернопільську «Ниву», яка перебувала у важкому фінансовому стані. З весни 2010 року виступає у чемпіонаті Закарпатської області за аматорський СК «Берегвідейк» з Берегового Завершив кар'єру гравця в 2011, перебуваючи в команді до 2012.

### Статистика виступів
| Сезон                                         | Команди                                       | Країна/Турнір                                 | Матчі | М'ячі | Жовті картки | Червоні картки |
| --------------------------------------------- | --------------------------------------------- | --------------------------------------------- | ----- | ----- | ------------ | -------------- |
| 1993/94                                       | Карпати Львів                                 | Україна (Д1)                                  | 0     | 0     | 0            | 0              |
| 1994/95                                       | Скіфи-ЛАЗ                                     | Україна (Д4)                                  | 30    | 2     | 2            | 1              |
| 1995/96                                       | Карпати Львів                                 | Україна (Д1)                                  | 1     | 0     | 0            | 0              |
|                                               | Галичина Дрогобич                             | Україна (Д3)                                  | 6     | 2     | 0            | 0              |
| 1996/97                                       | ФК Львів                                      | Україна (Д2)                                  | 37    | 4     | 1            | 0              |
| 1997/98                                       | Ворскла Полтава                               | Україна (Д1)                                  | 15    | 2     | 1            | 0              |
|                                               | ФК Львів                                      | Україна (Д2)                                  | 21    | 6     | 0            | 0              |
| 1998/99                                       | Ворскла-2 Полтава                             | Україна (Д3)                                  | 10    | 2     | 3            | 0              |
|                                               | Ворскла Полтава                               | Україна (Д1)                                  | 7     | 0     | -            | -              |
| 1999/00                                       | Ворскла-2 Полтава                             | Україна (Д3)                                  | 3     | 0     | 1            | 0              |
| 2000/01                                       | Карпати Львів                                 | Україна (Д1)                                  | 12    | 0     | -            | -              |
|                                               | Ворскла Полтава                               | Україна (Д1)                                  | 4     | 0     | -            | -              |
|                                               | Ворскла-2 Полтава                             | Україна (Д3)                                  | 7     | 2     | 1            | 0              |
|                                               | Карпати-2 Львів                               | Україна (Д3)                                  | 2     | 0     | 0            | 0              |
| 2001/02                                       | Карпати Львів                                 | Україна (Д1)                                  | 0     | 0     | 0            | 0              |
|                                               | Карпати-2 Львів                               | Україна (Д2)                                  | 23    | 2     | 3            | 0              |
|                                               | Карпати-3 Львів                               | Україна (Д3)                                  | 4     | 1     | 0            | 0              |
| 2002/03                                       | Закарпаття Ужгород                            | Україна (Д2)                                  | 15    | 3     | 3            | 0              |
|                                               | Карпати-2 Львів                               | Україна (Д2)                                  | 6     | 0     | 0            | 0              |
| 2003/04                                       | Закарпаття Ужгород                            | Україна (Д2)                                  | 33    | 7     | 4            | 0              |
| 2004/05                                       | Закарпаття Ужгород                            | Україна (Д1)                                  | 28    | 0     | -            | -              |
| 2005/06                                       | Закарпаття Ужгород                            | Україна (Д1)                                  | 27    | 0     | -            | -              |
| 2006/07                                       | Оболонь Київ                                  | Україна (Д2)                                  | 34    | 2     | 6            | 0              |
| 2007/08                                       | Оболонь Київ                                  | Україна (Д2)                                  | 35    | 0     | 3            | 2              |
| 2008/09                                       | Волинь Луцьк                                  | Україна (Д2)                                  | 10    | 1     | 1            | 0              |
|                                               | Десна Чернігів                                | Україна (Д2)                                  | 0     | 0     | 0            | 0              |
| 2009/10                                       | Нива Тернопіль                                | Україна (Д2)                                  | 9     | 0     | 1            | 0              |
| Сумарна статистика гравця у Вищій лізі та УПЛ | Сумарна статистика гравця у Вищій лізі та УПЛ | Сумарна статистика гравця у Вищій лізі та УПЛ | 94    | 2     | -            | -              |
| Сумарна статистика гравця у Першій лізі       | Сумарна статистика гравця у Першій лізі       | Сумарна статистика гравця у Першій лізі       | 223   | 25    | -            | -              |
| Сумарна статистика гравця у Другій лізі       | Сумарна статистика гравця у Другій лізі       | Сумарна статистика гравця у Другій лізі       | 32    | 7     | -            | -              |

## Досягнення
- Золотий призер Першої ліги України: 2003/2004
- Бронзовий призер Першої ліги України: 2006/2007, 2007/2008
- Чемпіон України серед аматорів: 1993/94

## Особисте життя
Михайло Гурка одружений, має сина Миколая. Постійно проживає у Львові, де проводить увесь вільний час із родиною.
Після закінчення кар'єри футболіста став футбольним тренером, оскільки закінчив Львівський державний університет фізичної культури за спеціальністю «тренер-викладач».